# Issikiocrania japonicella
Issikiocrania japonicella (лат.) — род бабочек из семейства беззубых молей (Eriocraniidae). Единственный представитель рода Issikiocrania.

## Описание
Размах крыльев 10-11 мм. Передние крылья с R ячейкой, R4 и R5 на общем стебле. Личинки развиваются в минах на листьях Fagus crenata.

## Распространение
Встречается только на острове Хонсю в Японии.